# 14619 Plotkin
14619 Plotkin este un asteroid din centura principală de asteroizi.

## Descriere
14619 Plotkin este un asteroid din centura principală de asteroizi. A fost descoperit pe 16 octombrie 1998 la Kitt Peak National Observatory în cadrul proiectului Spacewatch. El prezintă o orbită caracterizată de o semiaxă mare de 2,24 ua, o excentricitate de 0,08 și o înclinație de 4,7° în raport cu ecliptica.